# Carreras de camiones

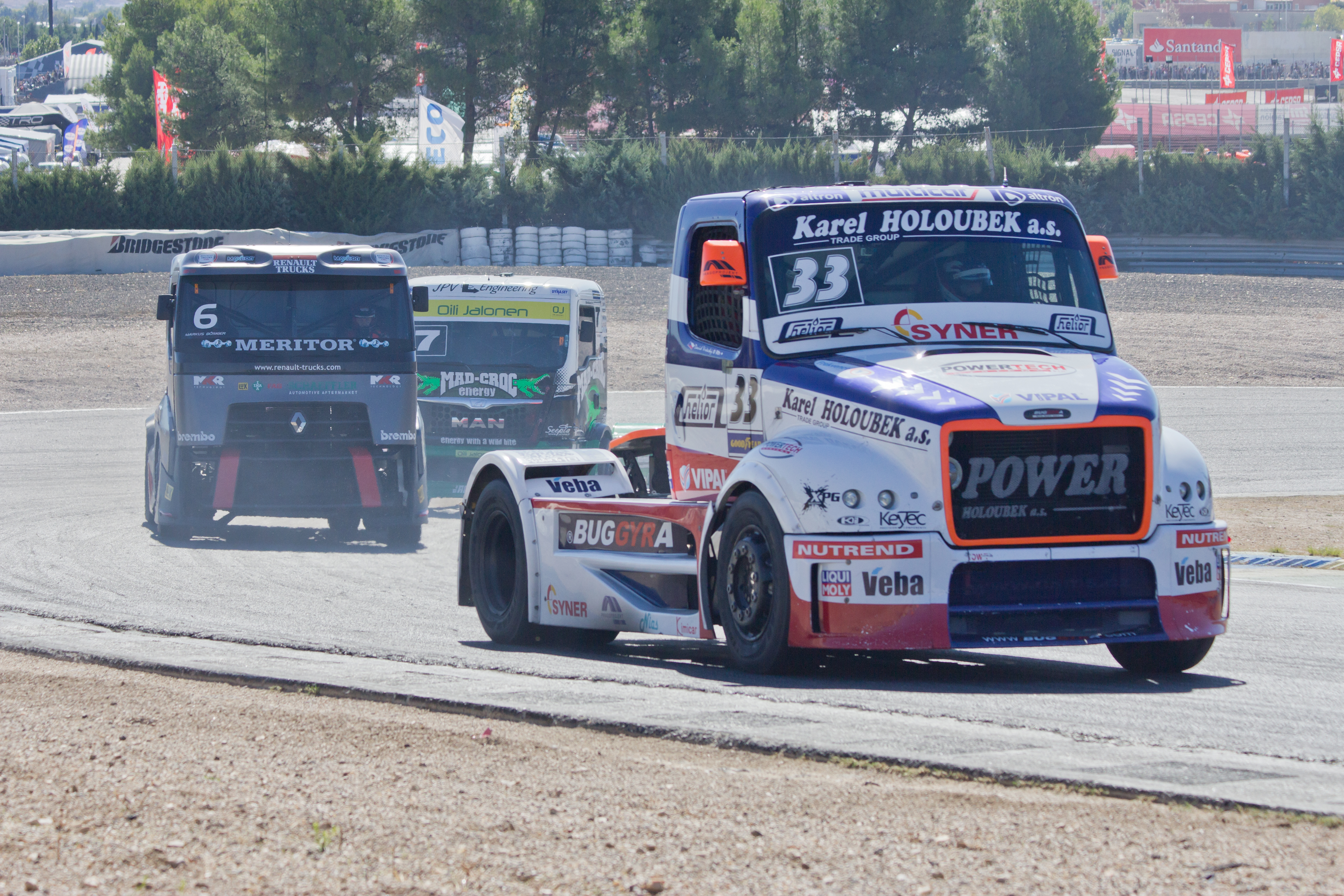
David Vrsecký, Markus Bösiger y Mika Mäkinen en el GP Camión de España del ETRC 2013.

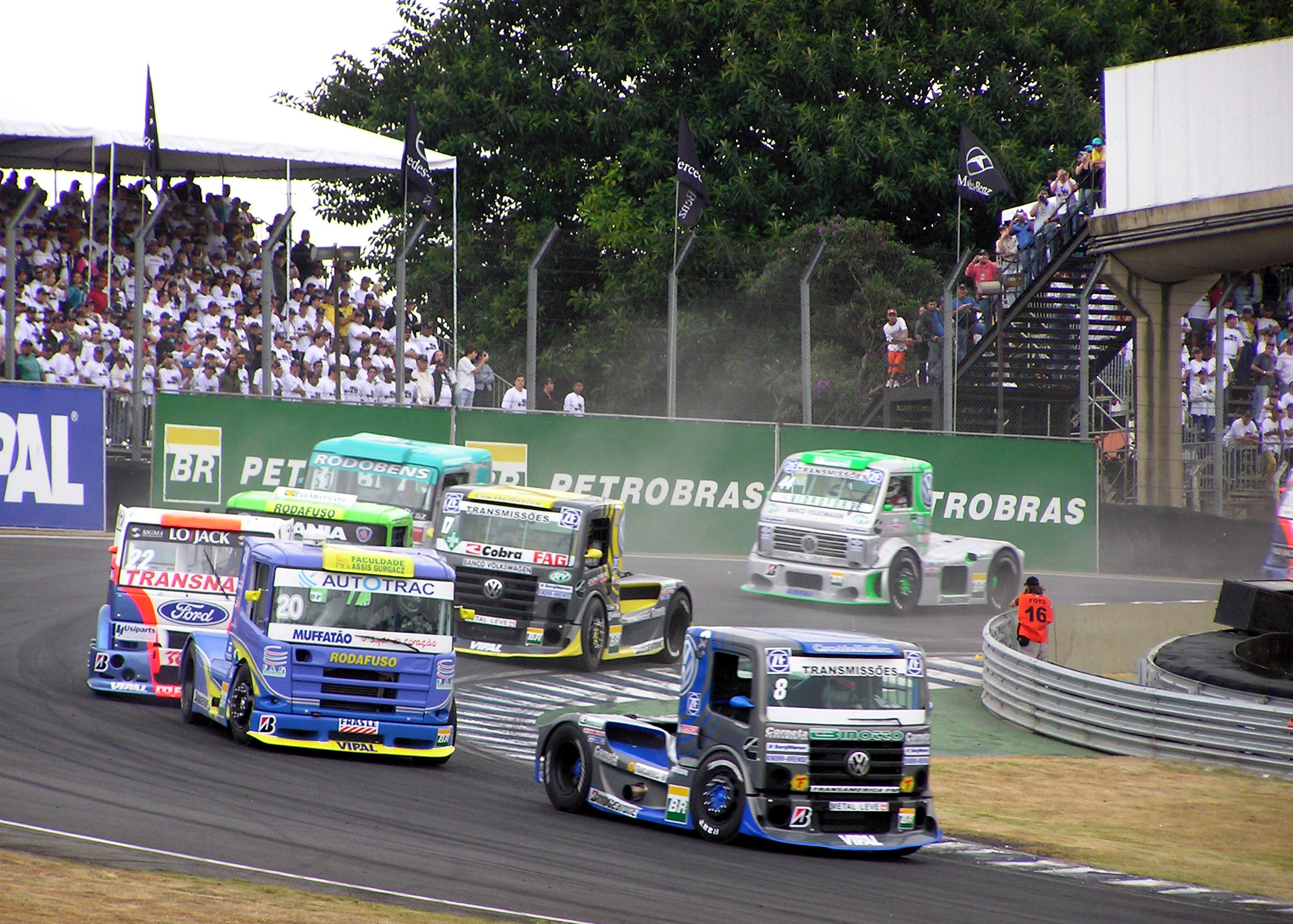
Fórmula Truck en 2006.

Las carreras de camiones son una modalidad de automovilismo en el que se compite con cabezas tractoras de camiones en circuitos. La velocidad máxima que se puede alcanzar por motivos de seguridad es la de 160 km/h (100 millas por hora), y los camiones deben pesar al menos 5500 kg. Esta modalidad surgió en Estados Unidos, concretamente en el Atlanta Motor Speedway el 17 de juno de 1979 como escena inicial de la película Smokey and the Bandit II.

## Automovilismo de velocidad en pista
Como deporte regularizado, en Estados Unidos se creó en el año 1979 la ATRA (American Truck Racing Association). En 1982 se convirtió en el Great American Truck Racing (GATR). Se corría en óvalos de tierra y pavimentados de Estados Unidos. La última carrera de la GATR fue en 1993.
Sin embargo, en el año 2017 se creó la Minimizer Bandit Big Rig Series, que aún perduran.
En Brasil se creó en 1996 el campeonato Fórmula Truck. En 2017, la Fórmula Truck terminó y fue reemplazada por Copa Truck.

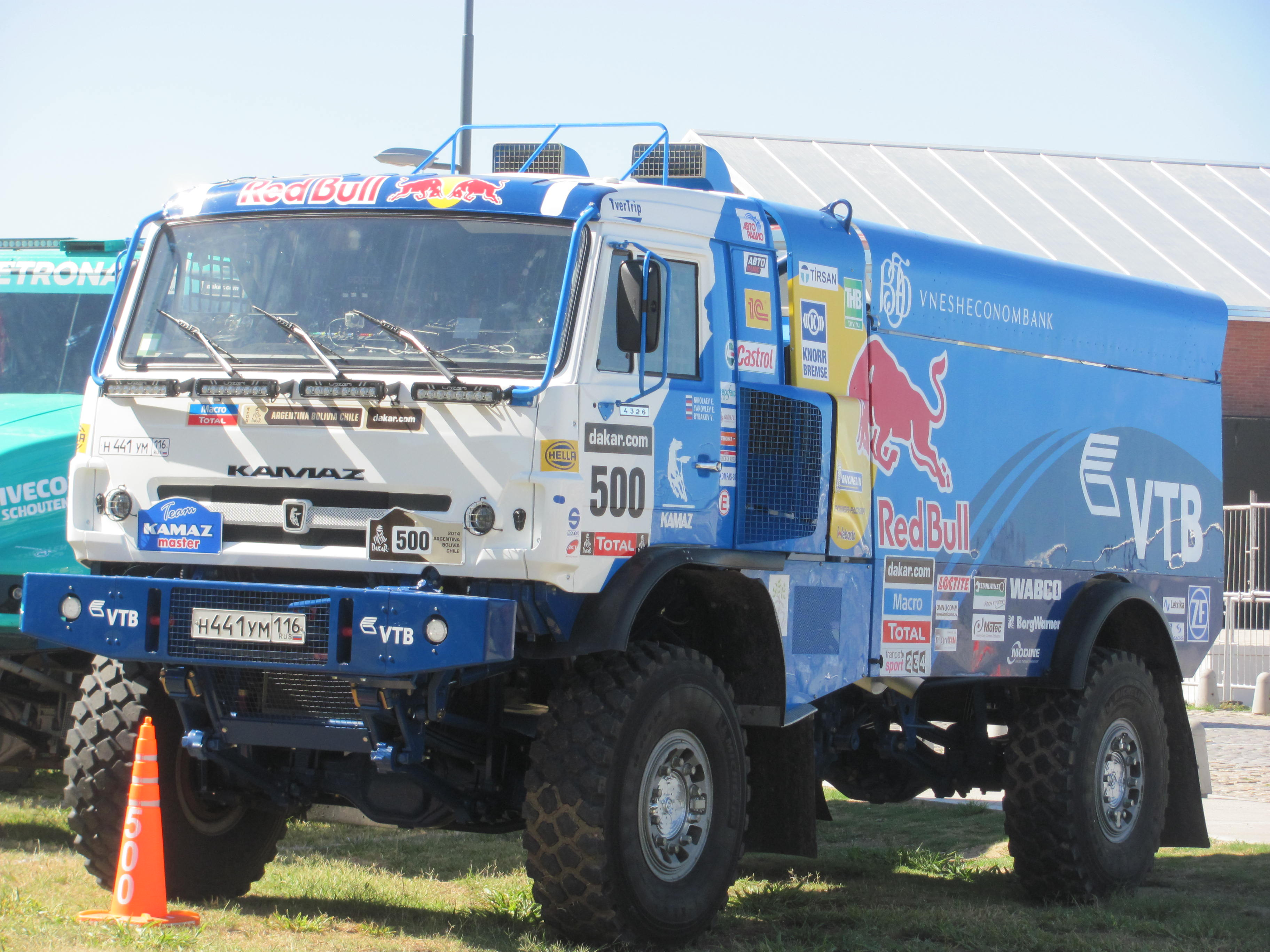
Kamaz Master de Eduard Nikolaev del Raly Dakar 2018

En Europa se creó el Campeonato de Europa de Carreras de Camiones en el año 1985. Aunque inicialmente se denominó Copa de Europa de Camiones, en el año 2006 cambió su denominación por la de Campeonato de Europa de Carreras de Camiones (European Truck Racing Championship). Está regulado por la FIA. 
Además, existen campeonatos nacionales como el Campeonato de España de Carreras de Camiones (CECC), el Campeonato de Francia de Carreras de Camiones, el Campeonato Británico de Carreras de Camiones (BTRC) y el Campeonato Holandés de Carreras de Camiones (DTR).
En Asia podemos encontrar el Campeonato Chino de Carreras de Camiones. En la India se celebró entre los años 2014 y 2017 la Tata Prima Trucks Championship, en la que los participantes, pilotos invitados del ETRC y del BTRC corrían con camiones Tata Prima semejantes.
Por último, en Oceanía, concretamente en Nueva Zelanda, se corre el NZ Super Truck Championship.

## Otros formatos

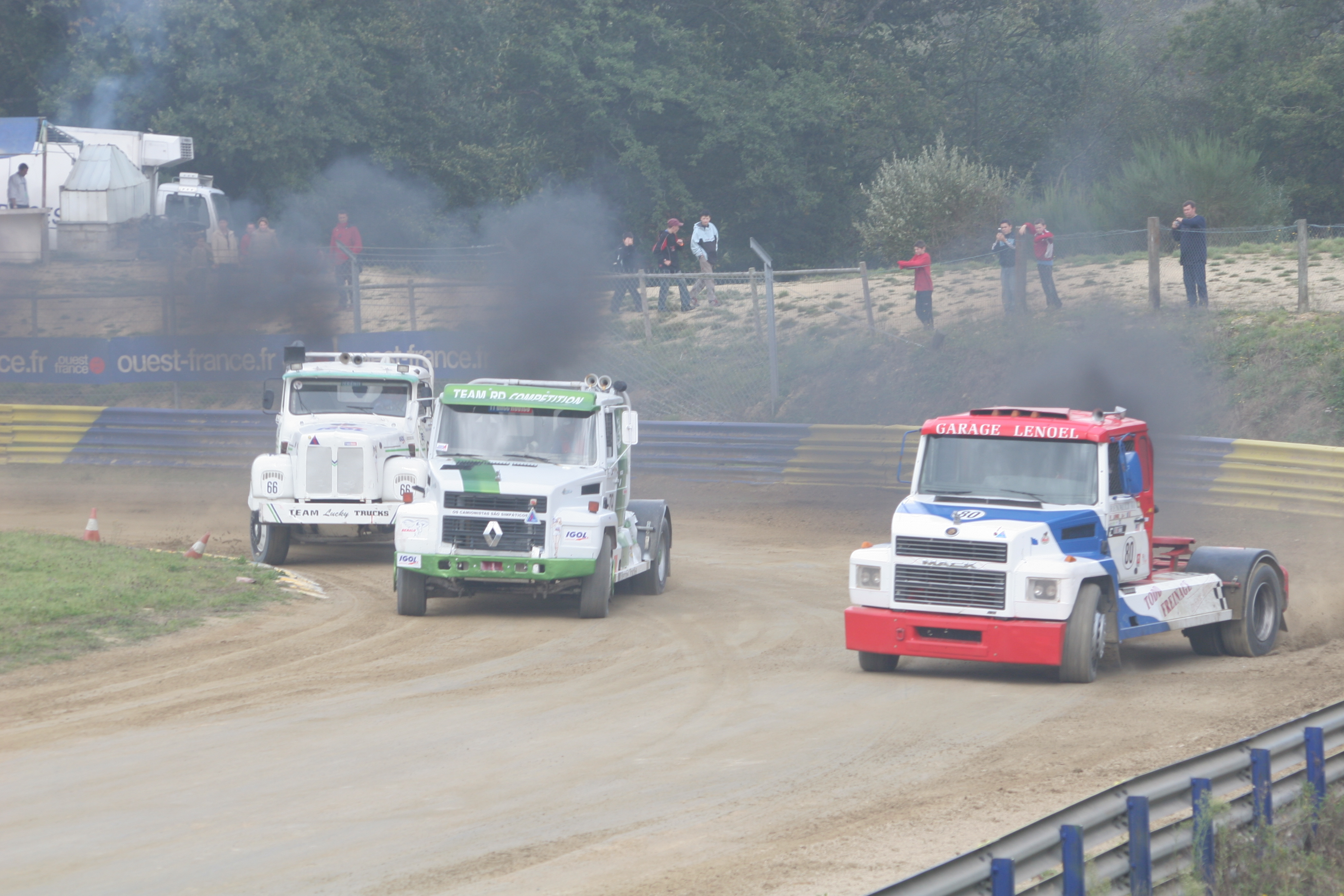
Copa de Francia de camiones cross en Kerlabo.

Los camiones también son muy populares en Rally raid, donde tienen una categoría exclusiva llamada (Grupo T5), como Rally Dakar y otros rally raids.
En Francia, los camiones también son comunes en varias competiciones todoterreno, como el camion cross (camiones cross en español), similar a Rallycross pero con camiones en lugar de autos.
También en Europa, el Trial hecho por camiones, similar al hecho por motocicletas es popular. Tienen un campeonato europeo llamado: Europa Truck Trial.

## En tecnología
En junio de 2019 salió a la venta el videojuego oficial del Campeonato de Europa de Carreras de Camiones, desarrollado por Bigben Interactive. El juego incluye el modo de carrera rápida, modo carrera, contrarreloj y un multijugador que puede ser online o a pantalla partida. Incluye todos los pilotos y camiones del ETRC 2018 y otra competición denominada World Series, en la que aparecen pilotos y camiones inspirados en competiciones de carreras de camiones no europeas como las Bandit Big Rig Series, la Copa Truck o la NZ Super Truck Championship.
Por otro lado, durante la pandemia de COVID-19, la ETRA, promotora del ETRC, creó una competición utilizando el simulador Assetto Corsa en la que compiten pilotos del ETRC y otros miembros de los equipos participantes, llamada ETRC Digital Racing Challenge.